# Shinano Railway
La Shinano Railway Co.,Ltd. (しなの鉄道株式会社, Shinano Tetsudō Kabushiki-gaisha) est une compagnie de transport de passagers qui exploite deux lignes ferroviaires dans la préfecture de Nagano au Japon. Son siège social se trouve dans la ville d'Ueda.

## Histoire
La compagnie a été fondée le 1er mai 1996.
Le 1er octobre 1997, à l'occasion de l'ouverture de la ligne Shinkansen Nagano, la section de la ligne principale Shin'etsu entre Karuizawa et Shinonoi est transférée de la JR East à Shinano Railway. La section devient la ligne Shinano Railway. Le 14 mars 2015, c'est au tour de la section Nagano - Myōkō-Kōgen de la ligne principale Shin'etsu d'être transférée, à la suite de l'ouverture de la ligne Shinkansen Hokuriku jusqu'à Kanazawa. Cette section devient la ligne Kita-Shinano.

## Lignes
La compagnie possède deux lignes.
| Ligne                 | Nom japonais | Terminus             | Longueur (km) | Gares |
| --------------------- | ------------ | -------------------- | ------------- | ----- |
| Ligne Shinano Railway | しなの鉄道線 | Karuizawa - Shinonoi | 65,1          | 19    |
| Ligne Kita-Shinano    | 北しなの線   | Nagano - Myōkō-Kōgen | 37,3          | 8     |

## Materiel roulant
La compagnie utilise des trains de série 115 ayant appartenu à la JR East et des trains de série SR1.

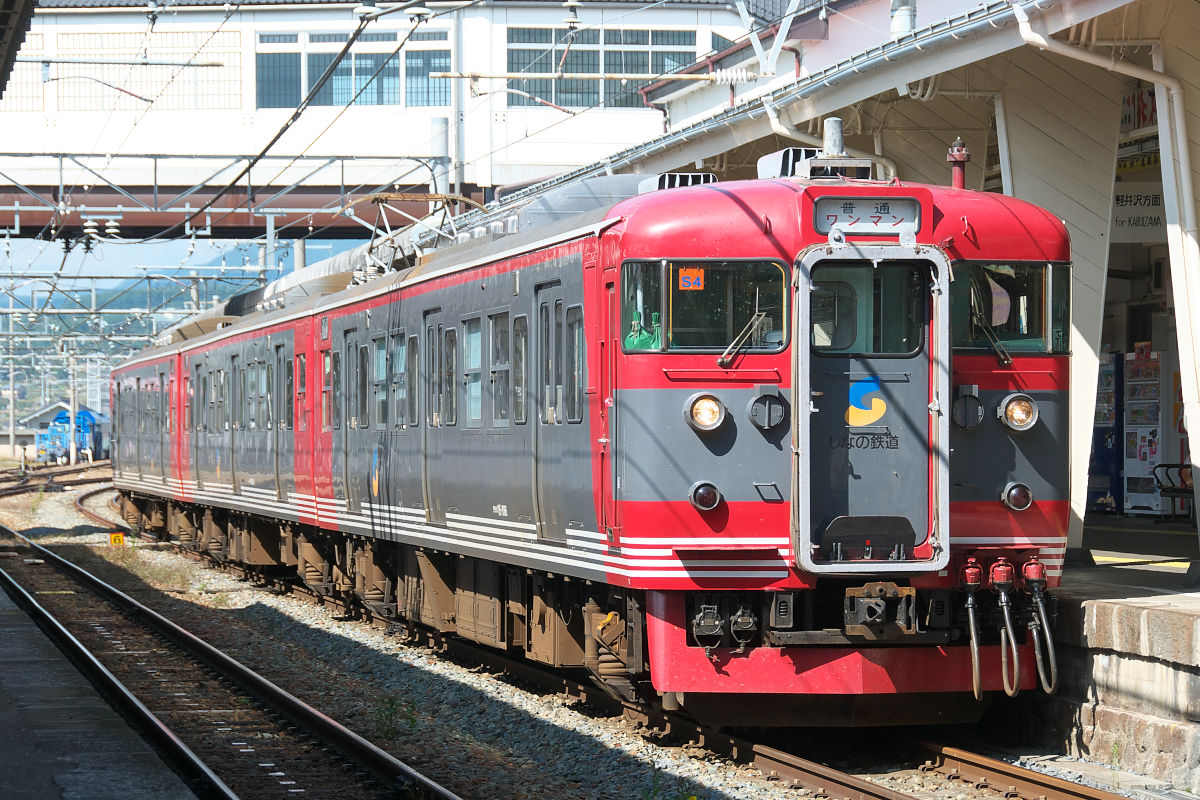
Série 115
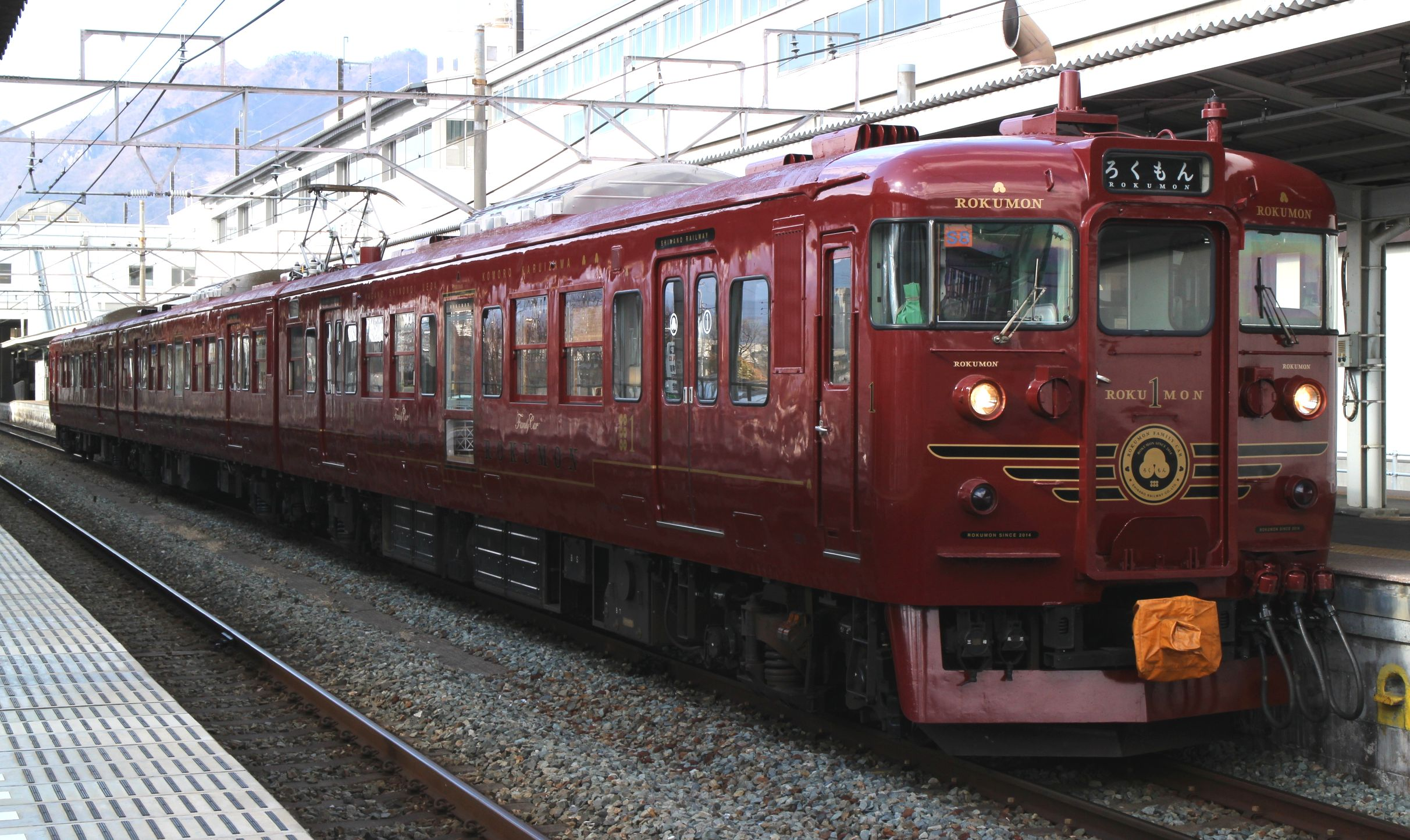
Série 115 Rokumon
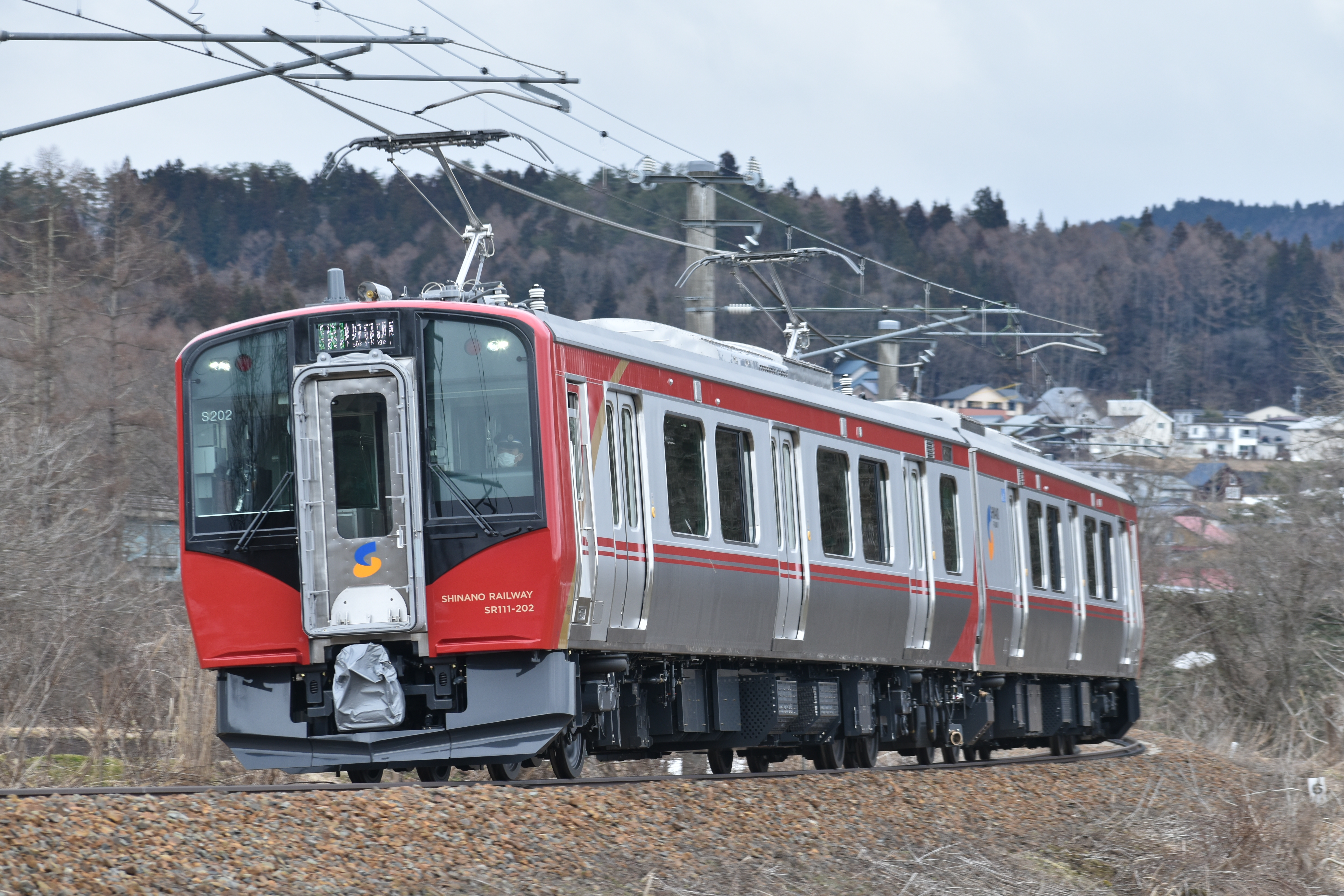
Série SR1